# Hemerodromia lativitta
Hemerodromia lativitta är en tvåvingeart som beskrevs av Smith 1969. Hemerodromia lativitta ingår i släktet Hemerodromia och familjen dansflugor. Inga underarter finns listade i Catalogue of Life.